# Cariclit
Cariclit (grec antic: Χαρίκλειτος, llatí: Chariclītus) fou un comandant de la flota ròdia que el 190 aC, juntament amb Eudem i Pamfílides, va derrotar la flota selèucida d'Antíoc III el Gran, capitanejada per Hanníbal i Apol·loni, en la batalla de l'Eurimedont, a prop de Side (Pamfília).